# 24 Aquarii
24 Aquarii è una stella gigante bianco-gialla di magnitudine 6,63 situata nella costellazione dell'Aquario. Dista 143 anni luce dal sistema solare.

## Osservazione
Si tratta di una stella situata nell'emisfero celeste boreale, ma molto in prossimità dell'equatore celeste; ciò comporta che possa essere osservata da tutte le regioni abitate della Terra senza alcuna difficoltà e che sia invisibile soltanto nelle aree più interne del continente antartico. Nell'emisfero nord invece appare circumpolare solo molto oltre il circolo polare artico. Essendo di magnitudine pari a 6,6, non è osservabile ad occhio nudo; per poterla scorgere è sufficiente comunque anche un binocolo di piccole dimensioni, a patto di avere a disposizione un cielo buio.
Il periodo migliore per la sua osservazione nel cielo serale ricade nei mesi compresi fra fine agosto e dicembre; da entrambi gli emisferi il periodo di visibilità rimane indicativamente lo stesso, grazie alla posizione della stella non lontana dall'equatore celeste.

## Caratteristiche fisiche
La stella è una gigante bianco-gialla, anche talvolta è classificata di sequenza principale, di tipo spettrale F6V; possiede una magnitudine assoluta di 3,45 e la sua velocità radiale negativa indica che la stella si sta avvicinando al sistema solare.

## Sistema stellare
24 Aquarii è un sistema multiplo formato da 3 componenti. B è di magnitudine 7,8 ed è probabilmente una stella di massa solare, poco meno brillante di A e con un periodo orbitale di 49 anni su un'orbita altamente eccentrica (e=0,87) A è anche una stella binaria spettroscopica: una debole nana rossa (denominata Ab) con una massa del 16% di quella del Sole le ruota attorno in 5,88 giorni. Un'altra stella, denominata C, è separata dalla principale di 37 secondi d'arco, e non è chiaro se è legata gravitazionalmente al sistema.